# 阿維·迪希特
亞伯拉罕·摩西·“阿維”·迪希特（發音：[ˈävi ˈdiχte̞ʁ]；1952年12月4日—）是以色列的政治人物，現任農業及鄉郊發展部部長。以前曾擔任公共安全部部長、國家安全局局長、國土防衛部部長、該國國會之外交暨國防委員會主席等職。
迪希特現屬利库德集团，至今共擔任過第17、18、20屆國會議員。